# Collegio di Vale of Clwyd
Vale of Clwyd è stato un collegio elettorale gallese rappresentato alla Camera dei comuni del Parlamento del Regno Unito. Eleggeva un membro del parlamento con il sistema maggioritario a turno unico; il collegio è stato abolito in occasione della revisione periodica del 2024.

## Estensione
- 1997-2010: il Borough di Rhuddlan, i ward del distretto di Glyndwr di Denbigh Central, Denbigh Lower, Denbigh Upper, Henllan e Llandyrnog, e il ward del Borough di Colwyn di Trefnant.
- 2010-2024: le divisioni elettorali della contea di Denbighshire di Bodelwyddan, Denbigh Central, Denbigh Lower, Denbigh Upper/Henllan, Dyserth, Llandyrnog, Prestatyn Central, Prestatyn East, Prestatyn Meliden, Prestatyn North, Prestatyn South West, Rhuddlan, Rhyl East, Rhyl South, Rhyl South East, Rhyl South West, Rhyl West, St Asaph East, St Asaph West, Trefnant e Tremeirchion.

Il collegio fu creato nel 1997 dai collegi di Clwyd North West, Clwyd South West e Delyn. Si trovava nel Galles del nord, e comprendeva le città costiere di Rhyl e Prestatyn, oltre alle città interne di Denbigh e St Asaph.

## Membri del parlamento
| Elezione | Elezione | Deputato         | Partito          |
| -------- | -------- | ---------------- | ---------------- |
|          | 1997     | Chris Ruane      | Laburista        |
|          | 2015     | James Davies     | Conservatore     |
|          | 2017     | Chris Ruane      | Laburista        |
|          | 2019     | James Davies     | Conservatore     |
|          | 2024     | Collegio abolito | Collegio abolito |

## Elezioni

### Elezioni negli anni 2010
| Partito                    | Partito                                           | Candidato                  | Risultati 12 dicembre 2019 | Risultati 12 dicembre 2019 |
| Partito                    | Partito                                           | Candidato                  | Voti                       | %                          |
| -------------------------- | ------------------------------------------------- | -------------------------- | -------------------------- | -------------------------- |
|                            | Conservatore                                      | James Davies               | 17 270                     | 46,41                      |
|                            | Laburista                                         | Chris Ruane                | 15 443                     | 41,50                      |
|                            | Plaid Cymru                                       | Glenn Swingler             | 1 552                      | 4,17                       |
|                            | Brexit                                            | Peter Dain                 | 1 477                      | 3,97                       |
|                            | Lib Dem                                           | Gavin Scott                | 1 471                      | 3,95                       |
|                            |                                                   |                            |                            |                            |
| Iscritti                   | Iscritti                                          | Iscritti                   | 56 649                     | 100,00                     |
| ↳ Votanti (% su iscritti)  | ↳ Votanti (% su iscritti)                         | ↳ Votanti (% su iscritti)  | 37 213                     | 65,69                      |
| ↳ Astenuti (% su iscritti) | ↳ Astenuti (% su iscritti)                        | ↳ Astenuti (% su iscritti) | 19 436                     | 34,31                      |
|                            |                                                   |                            |                            |                            |
|                            | Esito: collegio passa da Laburista a Conservatore |                            |                            |                            |

| Partito                    | Partito                                           | Candidato                  | Risultati 8 giugno 2017 | Risultati 8 giugno 2017 |
| Partito                    | Partito                                           | Candidato                  | Voti                    | %                       |
| -------------------------- | ------------------------------------------------- | -------------------------- | ----------------------- | ----------------------- |
|                            | Laburista                                         | Chris Ruane                | 19 423                  | 50,21                   |
|                            | Conservatore                                      | James Davies               | 17 044                  | 44,06                   |
|                            | Plaid Cymru                                       | David Wyatte               | 1 551                   | 4,01                    |
|                            | Lib Dem                                           | Gwyn Williams              | 666                     | 1,72                    |
|                            |                                                   |                            |                         |                         |
| Iscritti                   | Iscritti                                          | Iscritti                   | 56 888                  | 100,00                  |
| ↳ Votanti (% su iscritti)  | ↳ Votanti (% su iscritti)                         | ↳ Votanti (% su iscritti)  | 38 684                  | 68,00                   |
| ↳ Astenuti (% su iscritti) | ↳ Astenuti (% su iscritti)                        | ↳ Astenuti (% su iscritti) | 18 204                  | 32,00                   |
|                            |                                                   |                            |                         |                         |
|                            | Esito: collegio passa da Conservatore a Laburista |                            |                         |                         |

| Partito                    | Partito                                           | Candidato                  | Risultati 7 maggio 2015 | Risultati 7 maggio 2015 |
| Partito                    | Partito                                           | Candidato                  | Voti                    | %                       |
| -------------------------- | ------------------------------------------------- | -------------------------- | ----------------------- | ----------------------- |
|                            | Conservatore                                      | James Davies               | 13 760                  | 39,02                   |
|                            | Laburista                                         | Chris Ruane                | 13 523                  | 38,35                   |
|                            | UKIP                                              | Paul Davies-Cooke          | 4 577                   | 12,98                   |
|                            | Plaid Cymru                                       | Mair Rowlands              | 2 486                   | 7,05                    |
|                            | Lib Dem                                           | Gwyn Williams              | 915                     | 2,59                    |
|                            |                                                   |                            |                         |                         |
| Iscritti                   | Iscritti                                          | Iscritti                   | 56 508                  | 100,00                  |
| ↳ Votanti (% su iscritti)  | ↳ Votanti (% su iscritti)                         | ↳ Votanti (% su iscritti)  | 35 261                  | 62,40                   |
| ↳ Astenuti (% su iscritti) | ↳ Astenuti (% su iscritti)                        | ↳ Astenuti (% su iscritti) | 21 247                  | 37,60                   |
|                            |                                                   |                            |                         |                         |
|                            | Esito: collegio passa da Laburista a Conservatore |                            |                         |                         |

| Partito                    | Partito                                | Candidato                  | Risultati 6 maggio 2010 | Risultati 6 maggio 2010 |
| Partito                    | Partito                                | Candidato                  | Voti                    | %                       |
| -------------------------- | -------------------------------------- | -------------------------- | ----------------------- | ----------------------- |
|                            | Laburista                              | Chris Ruane                | 15 017                  | 42,26                   |
|                            | Conservatore                           | Matt Wright                | 12 508                  | 35,20                   |
|                            | Lib Dem                                | Paul Penlington            | 4 472                   | 12,59                   |
|                            | Plaid Cymru                            | Caryl Wyn-Jones            | 2 068                   | 5,82                    |
|                            | BNP                                    | Ian Si'Ree                 | 827                     | 2,33                    |
|                            | UKIP                                   | Tom Turner                 | 515                     | 1,45                    |
|                            | Alliance for Green Socialism           | Mike Butler                | 127                     | 0,36                    |
|                            |                                        |                            |                         |                         |
| Iscritti                   | Iscritti                               | Iscritti                   | 55 783                  | 100,00                  |
| ↳ Votanti (% su iscritti)  | ↳ Votanti (% su iscritti)              | ↳ Votanti (% su iscritti)  | 35 534                  | 63,70                   |
| ↳ Astenuti (% su iscritti) | ↳ Astenuti (% su iscritti)             | ↳ Astenuti (% su iscritti) | 20 249                  | 36,30                   |
|                            |                                        |                            |                         |                         |
|                            | Esito: collegio confermato a Laburista |                            |                         |                         |

### Elezioni negli anni 2000
| Partito                    | Partito                                | Candidato                  | Risultati 5 maggio 2005 | Risultati 5 maggio 2005 |
| Partito                    | Partito                                | Candidato                  | Voti                    | %                       |
| -------------------------- | -------------------------------------- | -------------------------- | ----------------------- | ----------------------- |
|                            | Laburista                              | Chris Ruane                | 14 875                  | 46,03                   |
|                            | Conservatore                           | Felicity Elphick           | 10 206                  | 31,58                   |
|                            | Lib Dem                                | Elizabeth Jewkes           | 3 820                   | 11,82                   |
|                            | Plaid Cymru                            | Mark Jones                 | 2 309                   | 7,15                    |
|                            | Indipendente                           | Mark Young                 | 442                     | 1,37                    |
|                            | UKIP                                   | Edna Khambatta             | 375                     | 1,16                    |
|                            | Legalise Cannabis                      | Jeff Ditchfield            | 286                     | 0,89                    |
|                            |                                        |                            |                         |                         |
| Iscritti                   | Iscritti                               | Iscritti                   | 51 590                  | 100,00                  |
| ↳ Votanti (% su iscritti)  | ↳ Votanti (% su iscritti)              | ↳ Votanti (% su iscritti)  | 32 313                  | 62,63                   |
| ↳ Astenuti (% su iscritti) | ↳ Astenuti (% su iscritti)             | ↳ Astenuti (% su iscritti) | 19 277                  | 37,37                   |
|                            |                                        |                            |                         |                         |
|                            | Esito: collegio confermato a Laburista |                            |                         |                         |

| Partito                    | Partito                                | Candidato                  | Risultati 7 giugno 2001 | Risultati 7 giugno 2001 |
| Partito                    | Partito                                | Candidato                  | Voti                    | %                       |
| -------------------------- | -------------------------------------- | -------------------------- | ----------------------- | ----------------------- |
|                            | Laburista                              | Chris Ruane                | 16 179                  | 50,02                   |
|                            | Conservatore                           | Brendan Murphy             | 10 418                  | 32,21                   |
|                            | Lib Dem                                | Graham Rees                | 3 058                   | 9,45                    |
|                            | Plaid Cymru                            | John Williams              | 2 300                   | 7,11                    |
|                            | UKIP                                   | William Campbell           | 391                     | 1,21                    |
|                            |                                        |                            |                         |                         |
| Iscritti                   | Iscritti                               | Iscritti                   | 50 858                  | 100,00                  |
| ↳ Votanti (% su iscritti)  | ↳ Votanti (% su iscritti)              | ↳ Votanti (% su iscritti)  | 32 346                  | 63,60                   |
| ↳ Astenuti (% su iscritti) | ↳ Astenuti (% su iscritti)             | ↳ Astenuti (% su iscritti) | 18 512                  | 36,40                   |
|                            |                                        |                            |                         |                         |
|                            | Esito: collegio confermato a Laburista |                            |                         |                         |

## Risultati dei referendum

### Referendum sulla permanenza del Regno Unito nell'Unione europea del 2016
|             | Collegio      | Lasciare UE % | Rimanere in UE % |
| ----------- | ------------- | ------------- | ---------------- |
|             | Vale of Clwyd | 55,9%         | 44,1%            |
| Galles      | 52,5%         | 47,5%         |                  |
| Regno Unito | 51,9%         | 48,1%         |                  |